# Larmor-precesszió

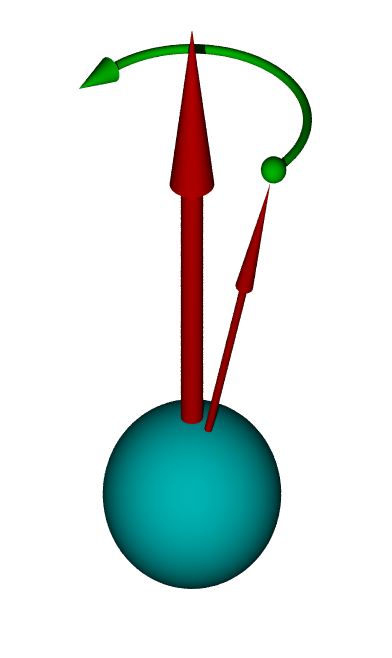
Elektronspin-precesszió

A klasszikus fizikában Larmor-precessziónak nevezik az elektronok, atommagok és atomok mágneses momentumának precesszióját (egy forgó tárgy forgástengelyének megváltozását) külső mágneses térben. A Larmor-precessziót az ír Joseph Larmor fizikusról nevezték el.

## Leírása
A mágneses tér nyomatékot fejt ki a mágneses momentumra:
{\displaystyle {\vec {M_{f}}}={\vec {M^{*}}}\times {\vec {H}}=-\gamma {\vec {N}}\times {\vec {H}}}
ahol {\displaystyle {\vec {M_{f}}}} a forgatónyomaték, {\displaystyle {\vec {M^{*}}}}  a mágneses momentum, {\displaystyle {\vec {N}}} az impulzusmomentum vektor, {\displaystyle {\vec {B}}} a külső mágneses mező és {\displaystyle \ \gamma } a giromágneses arány (giromágneses együttható), mely a mágneses momentum és az impulzusnyomaték közötti arányossági tényezőt adja meg, értéke {\displaystyle \gamma ={\frac {M^{*}}{N}}=-{\frac {e\mu _{0}}{2m}}}, ahol {\displaystyle {e}} és {\displaystyle {m}} a részecske töltése, illetve tömege, valamint {\displaystyle \mu _{0}} a vákuum mágneses permeabilitása. Az impulzusmomentum a mágneses tér tengelye körül precesszál {\displaystyle \ \omega =\gamma H} szögsebességgel, melyet Larmor-frekvenciának nevezünk, és ahol {\displaystyle \ \omega } a szögsebesség és H a mágneses térerősség.
Egy Lev Landau és Jevgenyij Lifsic által publikált tanulmány már 1935-ben megjósolta a Larmor-precesszió ferromágneses rezonanciájának létezését, melyet egymástól függetlenül J. H. E. Griffiths (Nagy-Britannia) és E. K. Zavojszkij (Szovjetunió) igazolt kísérletileg 1946-ban.
A Larmor-precesszió a mágneses magrezonanciában fontos alaptétel.

## Kémiai eltolódás
Ha az atom kémiai kötésben van, akkor az atom közelében található maradék elektronfelhőben egy kiegészítő mágneses mező jön létre, mely a Larmor-frekvenciát jellegzetesen eltolja. Ez a jelenséget hívják kémiai eltolódásnak. A kémiában a mágneses magrezonancia ezeket a kémiai eltolódásokat vizsgálja. Ilyen módon információ nyerhető a vizsgált atomok kapcsolódásáról és térbeli szerkezetükről. Ezek a jelek olykor még a finomszerkezetről is információt adnak (csatolások). A csatolások kiegészítő információt nyújtanak a vizsgált atomok kémiai környezetéről.

## Fordítás
- Ez a szócikk részben vagy egészben a Larmor precession című angol Wikipédia-szócikk ezen változatának fordításán alapul.  Az eredeti cikk szerkesztőit annak laptörténete sorolja fel. Ez a jelzés csupán a megfogalmazás eredetét és a szerzői jogokat jelzi, nem szolgál a cikkben szereplő információk forrásmegjelöléseként.